# کارامل (سریال)
کارامل سریال طنز لبنانی است و در ماه رمضان سال ۲۰۱۷ اولین بار به نمایش درآمد.

## داستانر
آغاز داستان «مایا» (ماگی بو غصن) که با مادرش «جمانه» (مای سایق)، برادر او «فادی»، و نامزدش «ایاد» (جولیان فرهت) زندگی می‌کند زندگی آرام و یکنواختی دارد. اما «دانهٔ کارامل» کافی بود تا باعث تغییر زندگی «مایا» که می‌تواند افکار را بخواند شد. آن دانه عامل آشنایی او با «رجا» (ظافر العابدین) مرد جوان و ثروتمند، که از فرانسه به لبنان، برای ایجاد شرکت خود بازگشته است شد. این «دانهٔ کارامل» باعث می‌شود «مایا» جزئی از درگیری «رجا» علیه تاجر رقیب، «فواد شاهین» (پیر داغر) و همچنین در برابر خواهرش، «کارلا» (کارمن) که سعی دارد قلب «رجا» را به دست آورد شود.

## تیتراژ سریال
ترانه تیتراژ این سریال توسط نوال زغبی هنرمند لبنانی اجرا شد. این نخستین‌باری بود که زغبی ترانه تیتراژ خوانده است.

## بازیگران
- ماگی بو غصن
- ظافر العابدین
- پیر دگر
- کارمن می‌پوشد
- طلال الجرییدی
- مای سایح
- الیاس زییک
- جسی عبدو
- کارن سالامه
- پیر جمجیان
- پیر شیمون
- هیشام ابو سلیمان
- جورج دیاب
- جولین فرحت
- Bonita HE